# Maddalena Porcarelli
Maddalena Porcarelli (Iesi, Ancona, Italia, 6 de marzo de 2000) es una futbolista italiana. Juega como mediocampista ofensiva y actualmente milita en el Cesena Femminile de la Serie B de Italia.

## Trayectoria
Crecida en las divisiones inferiores del Jesina, en el verano de 2015 fichó por el Riviera di Romagna, debutando en la máxima división italiana en la fecha 1 contra la Fiorentina. La temporada siguiente, Porcarelli regresó al Jesina, recién ascendido a la Serie A. Para la temporada 2018-19, fue contratada por el Castelvecchio. En julio de 2021, volvió a jugar en la Serie A después de cuatro años siendo transferida al Napoli Femminile. El 21 de diciembre de 2021 fichó por el Brescia de la Serie B. En julio de 2022 pasó al Cesena, equipo de la misma categoría.

## Selección nacional
Ha sido internacional con la selección sub-17 de Italia.

## Clubes
| Club               | País   | Año         |
| ------------------ | ------ | ----------- |
| Jesina Femminile   | Italia | 2013 - 2015 |
| Riviera di Romagna | Italia | 2015 - 2016 |
| Jesina Femminile   | Italia | 2016 - 2018 |
| Castelvecchio      | Italia | 2018 - 2021 |
| Napoli Femminile   | Italia | 2021        |
| Brescia Femminile  | Italia | 2022        |
| Cesena Femminile   | Italia | 2022 - Act. |